# Lophospermum purpurascens
Lophospermum purpurascens är en grobladsväxtart som beskrevs av W.J. Elisens. Lophospermum purpurascens ingår i släktet Lophospermum och familjen grobladsväxter. Inga underarter finns listade i Catalogue of Life.